# Lòcul
Un lòcul (del llatí: loculus que vol dir «lloc petit», i en anglès:Locule amb el plural com locules o loculi) és cadascuna de les cavitats de què consta un òrgan animal o vegetal, especialment un ovari vegetal, un fruit o un esporangi En les plantes el terme lòcul normalment es refereix a una cambra dins un ovari gineceu o carpel de les flors i fruits. Depenent del nombre de lòculs en un ovari, els carpels i fruits poden ser classificats com unilocular, bilocular o multilocular. Els lòculs contenen els òvuls o les llavors. El terme lòcul també es pot referir a les cambres dins l'antera que contenen pol·len. En els ascomicets hi ha el grup dels Loculoascomycetes en els quals els lòculs són cambres que contenen ascs i ascòspores.

## Referències

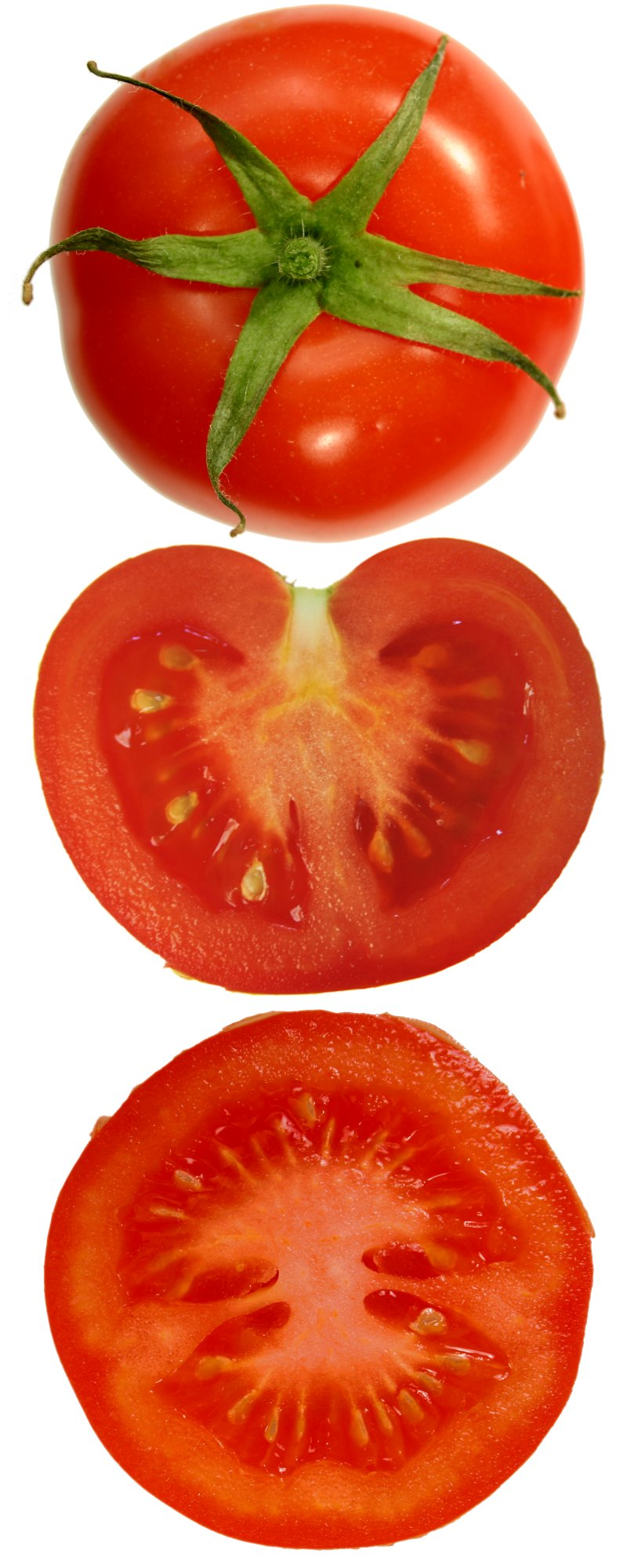
Un fruit de tomàquet bilocular
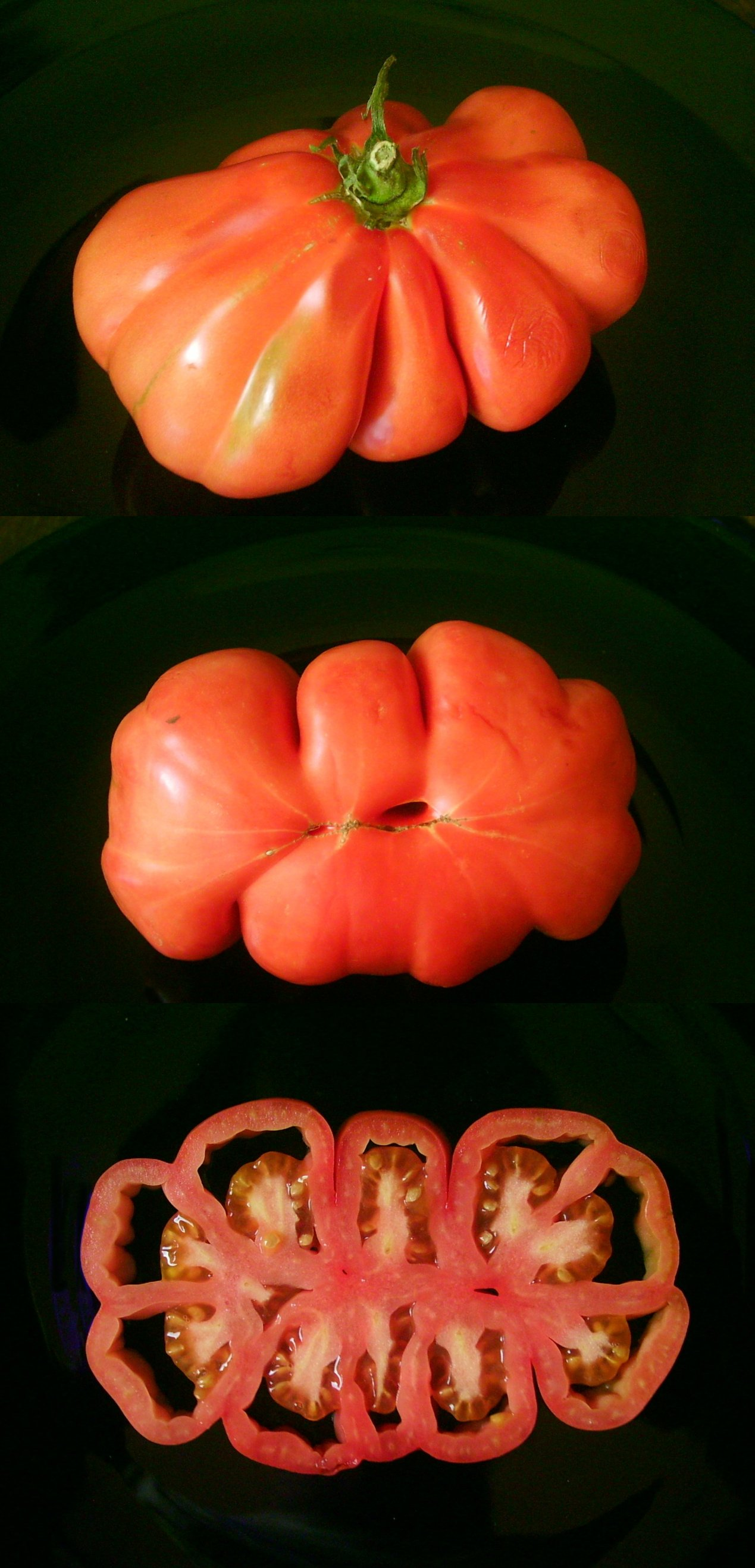
Un fruit de tomàquet multilocular